# Данги, Меррин
Меррин Данги (англ. Merrin Dungey, род. 6 августа 1971) — американская телевизионная актриса, наиболее известная по своим ролям в сериалах «Шпионка», «Вечное лето» и «Король Квинса».

## Ранние годы
Данги родилась в Сакраменто, штат Калифорния. Будучи ребёнком она занималась балетом и танцами, а также брала уроки игры на фортепиано. Она окончила Rio Americano High School в Сакраменто, а позже получила степень бакалавра изобразительных искусств в Лос-Анджелесе. Данги имеет сестру, Ченнинг Данги, которая с 2016 года является президентом ABC Entertainment (до февраля 2016 года — вице-президентом драматического программирования).

## Карьера
Данги появилась с небольшими ролями в нескольких кинофильмах, таких как «Эд из телевизора» и «Столкновение с бездной» прежде чем получить известность благодаря роли в ситкоме CBS «Король Квинса». Она снималась в шоу на периодической основе с 1999 по 2007 год, появляясь в сорока эпизодах. Она также известна по роли Фрэнси Кальфо в сериале ABC «Шпионка», в котором она снималась с 2001 по 2003 год, а также появилась в финальном эпизоде в 2006 году. С 2004 по 2005 год она снималась в сериале The WB «Вечное лето» с Лори Локлин. Шоу было закрыто после двух сезонов. У Данги также была второстепенная роль в ситкоме «Малкольм в центре внимания», а в дополнение она появилась в «Скорая помощь», «Мерфи Браун», «Сайнфелд», «Друзья», «Западное крыло», «Вавилон-5», «Юристы Бостона», «Касл» и «Ищейка».
В 2007 году Данги сыграла роль Наоми Беннет в двухчасовом пилотном эпизоде сериала «Частная практика», показанном в рамках «Анатомия страсти», но в последующих эпизодах была заменена в роли Одрой Макдональд. С тех пор Данги играла второстепенные и гостевые роли во множестве сериалов. В 2009—2010 годах она появлялась в ситкоме ABC «Давай ещё, Тед», а в 2012 году снялась в нескольких эпизодах мыльной драмы ABC"Месть" и имела регулярную роль второго плана в недолго просуществовавшем мыле Nick at Nite «Голливудские холмы». В 2013 году у неё была второстепенная роль в сериале ABC «Измена». Данги затем появилась в «Бруклин 9-9», «Эпизоды», «Третья жена», «Риццоли и Айлс» и «C.S.I.: Место преступления». После второстепенной роли в сериале ABC Family «Погоня за жизнью», в телесезоне 2014-15 годов Данги взяла на себя роль злодейки в четвёртом сезоне сериала ABC «Однажды в сказке».
В 2016 году Данги начала исполнять одну из основных ролей в сериале ABC «Приговор».

## Избранная фильмография
| Год       |   | Русское название       | Оригинальное название | Роль                     |
| --------- | - | ---------------------- | --------------------- | ------------------------ |
| 2012      | с | Месть                  | Revenge               | Барбара Сноу             |
| 2014      | с | Бесстыжие              | Shameless             | медсестра                |
| 2014—2015 | с | Погоня за жизнью       | Chasing Life          | доктор Сьюзан Гамбург    |
| 2017—2019 | с | Большая маленькая ложь | Big Little Lies       | детектив Эдриенн Куинлан |